# Czosnowo (Płoskinia)
Czosnowo (deutsch Knobloch) ist ein Ort in der polnischen Woiwodschaft Ermland-Masuren. Es gehört zur Gmina Płoskinia (Landgemeinde Plaßwich) im Powiat Braniewski (Kreis Braunsberg).

## Geographische Lage
Czosnowo liegt im Nordwesten der Woiwodschaft Ermland-Masuren, elf Kilometer südöstlich der Kreisstadt Braniewo (Braunsberg).

## Geschichte
Der vor 1945 Knobloch genannte Ort bestand aus zwei mittleren Höfen. Als eine Landgemeinde wurde der Ort 1874 Teil des neu errichteten Amtsbezirks Schalmey (polnisch Szalmia) im ostpreußischen Kreis Braunsberg, Regierungsbezirk Königsberg. Im Jahre 1910 zählte Knobloch 36 Einwohner.
Am 17. Oktober 1928 verlor Knobloch seine Eigenständigkeit und wurde mit den Nachbarorten Groß Maulen (polnisch Muły) und Lunau (Łunowo) nach Schalmey (Szalmia) eingemeindet.
Im Zusammenhang der Abtretung des gesamten südlichen Ostpreußen 1945 in Kriegsfolge an Polen erhielt Knobloch die polnische Namensform „Czosnowo“. Der Ort ist heute Teil der Gmina Płoskinia (Landgemeinde Plaßwich) im Powiat Braniewski (Kreis Braunsberg), von 1975 bis 1998 der Woiwodschaft Elbląg, seither der Woiwodschaft Ermland-Masuren zugehörig. Im Jahre 2021 zählte Czosnowo 38 Einwohner.

## Religion
Bis 1945 gehörte Knobloch zur römisch-katholischen Pfarrei Schalmey im damaligen Bistum Ermland. Czosnowo ist nun nach Płoskinia (Plaßwich) im jetzigen Erzbistum Ermland eingepfarrt.
Bis Kriegsende war Knobloch außerdem in die evangelische Kirche Braunsberg in der Kirchenprovinz Ostpreußen der Kirche der Altpreußischen Union eingegliedert. Heute gehört Czosnowo zur Diözese Masuren innerhalb der Evangelisch-Augsburgischen Kirche in Polen.

## Verkehr
Czosnowo liegt an einer Nebenstraße, die die polnische Landesstraße 54 (frühere deutsche Reichsstraße 1) bei Braniewo (Braunsberg) mit der polnischen Woiwodschaftsstraße 507 (ehemalige deutsche Reichsstraße 142) bei Pieniężno (Mehlsack) verbindet. Außerdem endet eine von der Woiwodschaftsstraße 506 bei Chruściel (Tiedmannsdorf) herkommende Nebenstraße in Czosnowo.
Eine Bahnanbindung besteht nicht.